# Scalone delle lapidi
Lo scalone delle lapidi o scalone dei giurati  è una scala realizzata nella seconda metà del Quattrocento come accesso ai due grandi palazzi cittadini: palazzo della Ragione e palazzo del Podestà.

## Storia
Lo scalone fu realizzato nel 1457 quando il palazzo della Ragione di Bergamo, a causa della sua ristrutturazione, dell'ampliamento e della rimozione dello scalone posto sulla parete a mezzogiorno che dava su piazza del Duomo necessitava di un nuovo ingresso, si optò quindi per la soluzione di edificare una scala esterna completa di copertura che potesse servire i due palazzi che erano sede dei due più importanti poteri cittadini, quello giuridico, con la sala delle capriate dedicata ai Giurati, e quella del potere politico con la sede del comune e degli uffici del podestà, lasciando che il potere ecclesiastico fosse completamente collocato sulla piazza del Duomo. Su questa datazione non tutti gli storici sono concordi, qualcuno ritiene infatti che già nel Trecento, era stata rimossa sul lato sud del palazzo della Ragione e quindi l'accesso da questa nuova scala. si era provveduto a costruire la gradinata e il sottopassaggio che collega le due piazze. Lo scalone originale si presentava composto su due rampe e un pianerottolo a metà, di minor pendenza a quello poi riadattato quando fu inserita una bottega nel corso del XIV secolo, sul lato di piazza Vecchia, e quando venne ampliato il palazzo della Ragione occupando quella che era una via medioevale.
Nell'Ottocento furono posti lungo le pareti dello scalone le lapidi dei più importanti personaggi di Bergamo e delle loro famiglie che erano stati rimossi dalla chiesa di Sant'Agostino di Bergamo quando, con la repubblica Cisalpina che si instaurò nella città nei primi anni dell'Ottocento, aveva distrutto la grande aula destinandola a scuderia per i cavalli, e deposito delle armi dei soldati d'istanza nelle Casermette, lasciando che le lapidi giacessero abbandonate. Le lapidi provengono anche dalla chiesa di San Nicolò ai Celestini posta nella contrada detta Plorzano e dal convento e chiesa della Ripa di Albino.

## Descrizione

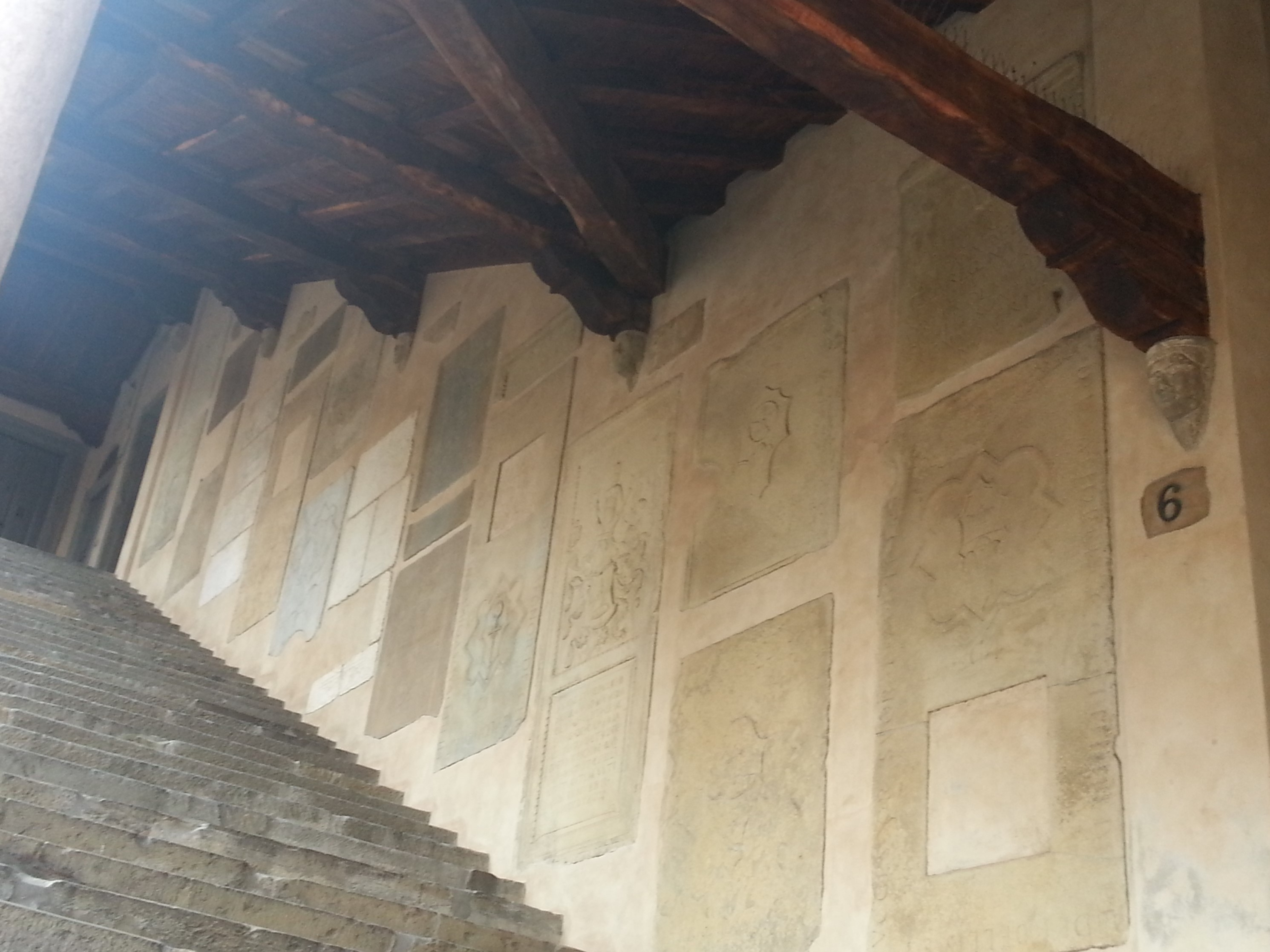
Scalone del palazzo del Podestà-Bergamo

Si accede alla grande scala da piazza Vecchia. Le sue pareti conservano quasi quaranta lapidi provenienti dall'antica chiesa agostiniana posta presso porta Sant'Agostino.
Fu desiderio e progetto di Antonio Tiraboschi la collocazione delle antiche lapidi, non solo perché non andassero perdute, questo sarebbe stato il loro destino, ma anche perché fosse di pubblica visione, suo è il testo posto all'ingresso dello scalone che indica la data della loro posa.
Le lapidi, circa una quarantina, sono disposte in ordine casuale, più per creare una visione ordinata che per importanza o per anno di creazione. Le lapidi sono quasi tutti d'origine sepolcrale delle antiche famiglie Torriani, Carrara, Bonassi, Cornolti, Mazzucconi e Suardi, e vanno dalle più antiche del Quattrocento fino al Settecento, quelle di maggior numero sono però del Cinquecento e Seicento: «Le pietre tombali furono prelevate dal loro contesto originario ed accatastate dietro un muretto costruito appena fuori dalle cappelle laterali. Quivi rimasero finché non furono trasportate in altro luogo, una parte probabilmente in Piazza della Cittadella, una parte nel cortile della sede dell'Ateneo in Piazza Duomo a cura della Società Storica Bergamasca».